# Peter de Kroon
Peter de Kroon is een Nederlandse acteur, musicalacteur en stemacteur/voice-over voor diverse televisieprogramma's en films. De Kroon was op jonge leeftijd actief in diverse musicalproducties en verleent zijn stem aan vele tekenfilms en televisieprogramma's.

## Biografie
De Kroon begon zijn theatercarrière op achtjarige leeftijd bij de musical Tarzan in het Circustheater in Scheveningen. Hiermee was hij de jongste Tarzan in de wereld in producties op Broadway, Hamburg, Stuttgart en Oberhausen. Hij werd uitgekozen uit duizenden auditanten na een lange auditieperiode door het Amerikaanse team van Disney.
Na de stop van Tarzan stond hij in Ciske de Rat. Gedurende deze periode repeteerde hij voor zijn volgende musicalproductie: de dag na zijn laatste show bij Ciske de Rat stond hij al op de bühne bij The Sound of Music in het Efteling Theater, waar hij de première speelde.
In theaterseizoen 2010/2011 stond De Kroon op de planken met Dokter Dolittle. Deze nationale tournee ging langs verschillende Nederlandse theaters, waaronder het DeLaMar-theater in Amsterdam.
Hierna stond hij met de cast enkele keren in dierenpark Beekse Bergen met de Dokter Dolittle-fandagen. De Kroon sprak vanaf 2010 vele stemmen in voor tekenfilms en televisieprogramma's. Hij is de vaste stem van figuren als Brewster in Chuggington en het hoofdpersonage in Yakari.
De Kroon volgde zangles bij Jony de Boer, Babette Labeij, aan de Babette Labeij Music Academy, aan de Fontys Hogeschool voor de Kunsten en aan Lucia Marthas Institute for Performing Arts.

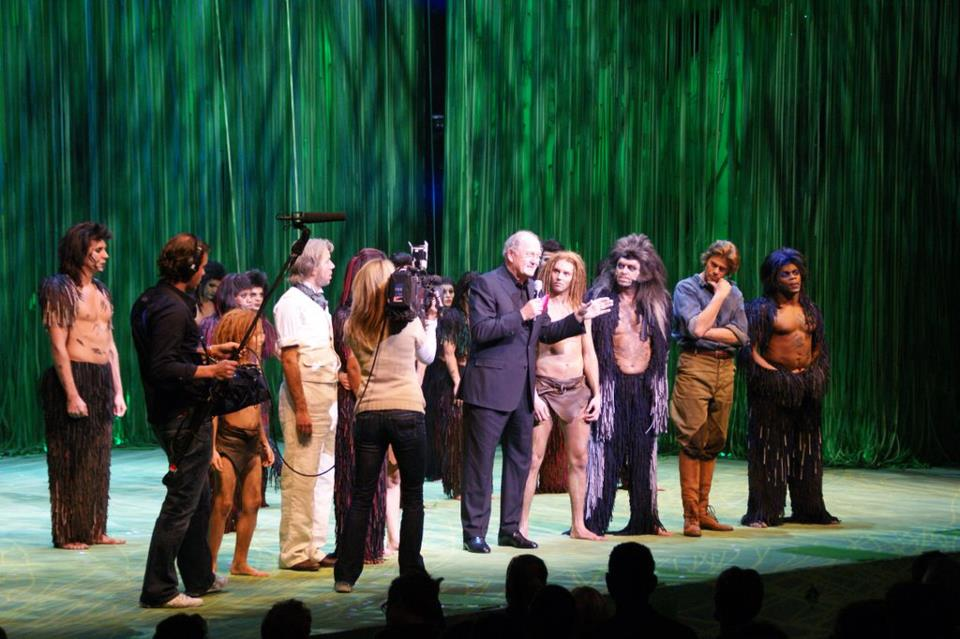
Peter de Kroon in Tarzan

## Musicals
| Jaar      | Musical            | Rol            | Producent           | Theater                                      |
| --------- | ------------------ | -------------- | ------------------- | -------------------------------------------- |
| 2008-2009 | Tarzan             | Jonge Tarzan   | Stage Entertainment | Circustheater                                |
| 2009      | Ciske de Rat       | Brammetje      | Stage Entertainment | Circustheater                                |
| 2009-2010 | The Sound of Music | Kurt von Trapp | V&V Entertainment   | Efteling Theater                             |
| 2010-2011 | Dokter Dolittle    | Tommy Stubbins | V&V Entertainment   | Nationale tournee langs onder andere DeLaMar |

## Televisieseries en films

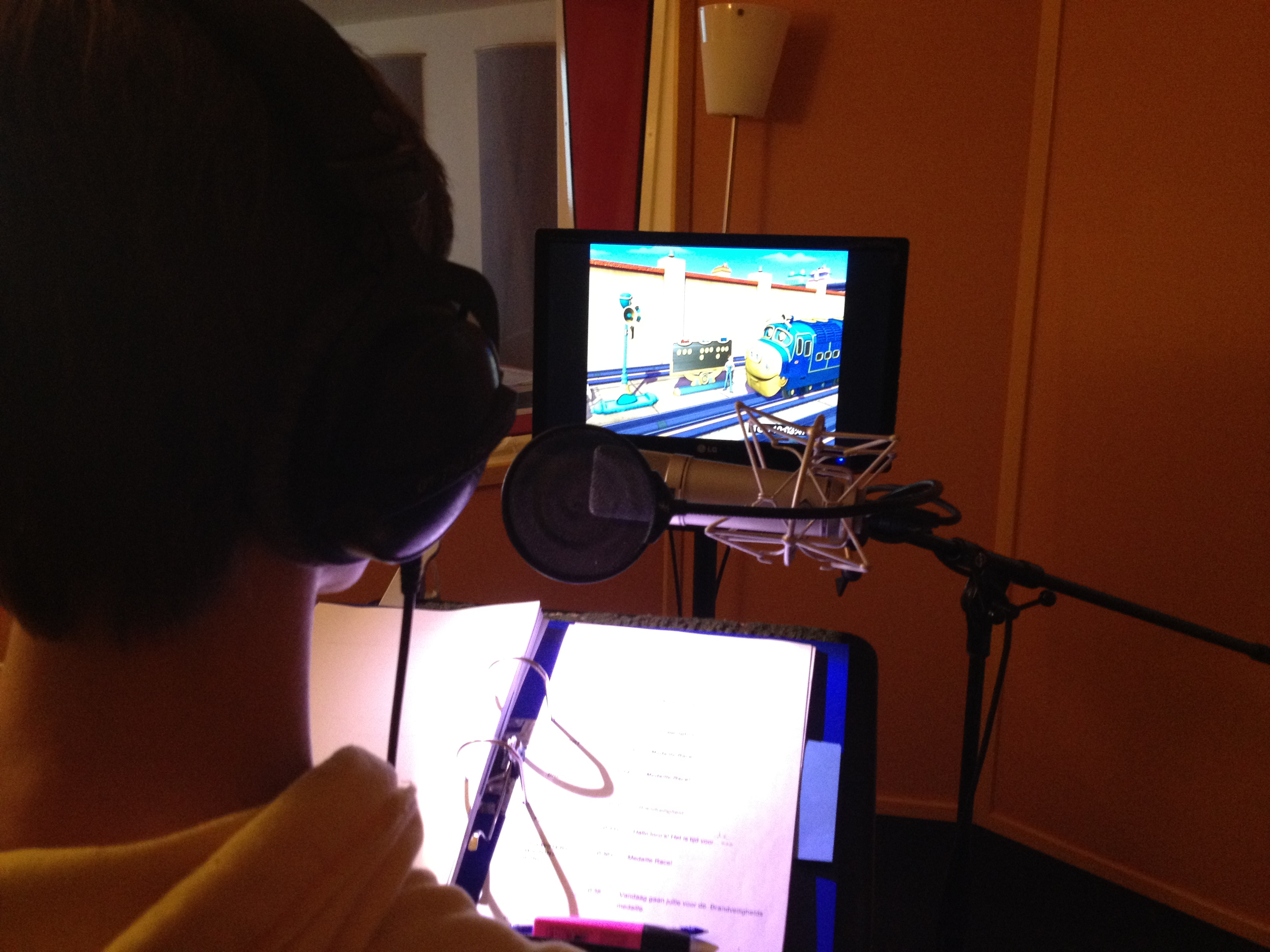
Peter de Kroon als stemacteur

De Kroon sprak stemmen in voor diverse tv-series en tv-/bioscoopfilms van onder andere Disney Channel, Disney XD, Disney Junior, Nickelodeon, Zapp, RTL, Telekids, Ketnet, JimJam, Cartoon Network, BlueSky en DreamWorks.
De Kroon verleende zijn stem aan de volgende series en films:
- Wizards of Waverly Place (tv-serie) / Disney Channel
- Good Luck Charlie (tv-serie) / Disney Channel
- Zeke & Luther (tv-serie) / Disney XD
- Zeke & Luther - kerstspecial (tv-film) / Disney XD
- Chuggington (tv-serie) / Disney Junior en Telekids
- Chuggington Medaille Race (tv-serie) / Disney Junior en Telekids
- Really Me (tv-serie) / Disney Channel
- De Notenkraker (film) / dvd
- De Bliksemschutters (film) / dvd
- Mike de Ridder (tv-serie) / Zappelin en Zapp
- Gnomes & Trolls (film) / dvd
- De Mooiste Sprookjes van Grimm (serie) / Zapp
- Victorious (tv-serie) / Nickelodeon
- Vader Van Vier Kinderen Zoekt Werk (film) / dvd
- Lotte en de Maansteen (film) / bioscoopfilm
- iCarly (tv-serie) / Nickelodeon
- Drake & Josh (tv-serie) / Nickelodeon
- YOKO (film) / bioscoopfilm en dvd
- An Abominable Christmas (film) / bioscoop en dvd
- Titeuf (tv-serie) / Zappelin en Zapp
- De Mooiste Sprookjes: Hans en Grietje (tv-film) / Zapp en dvd
- Yakari (tv-serie) / Ketnet
- Het Huis van de Krokodillen (tv-film) / Zapp en dvd
- Knoester (film) / bioscoopfilm en dvd
- Jasper en Julia (film) / bioscoopfilm en dvd
- Hoe Zit Het Eigenlijk (tv-serie) / JimJam
- Max Keeble's Big Move (tv-film) / Disney Channel en Disney XD
- First Kid (tv-film) / Disney Channel en Disney XD
- Camp Nowhere (tv-film) / Disney Channel en Disney XD
- Blank Check (tv-film) / Disney Channel en Disney XD
- The Fairly Oodd Parents: Een Fairly Ood Kerstfeest (tv-film) / Nickelodeon
- Polly Pocket (tv-serie) / Nickelodeon
- Little Spirou (tv-film) / Zapp
- Nils Holgersson (tv-film) / Zapp
- The Super Sportlets (tv-serie) / Nickelodeon en dvd
- Life With Boys (tv-serie) / Nickelodeon
- RIO 2 (film) / bioscoopfilm en dvd
- Hank Zipzer (tv-serie) / Disney Channel
- Hank Zipzer seizoen 2 (tv-serie) / Disney Channel
- Henry Danger (tv-serie) / Nickelodeon
- Henry Danger seizoen 2 (tv-serie) / Nickelodeon
- Henry Danger (tv-serie) seizoen 3 / Nickelodeon
- Henry Danger Shorts / Nickelodeon
- Zoey 101 (tv-serie) / Nickelodeon
- Lab Rats (tv-serie) / Disney Channel en Disney XD
- Lab Rats seizoen Bionic Island (tv-serie) / Disney Channel en Disney XD
- Lab Rats seizoen Elite Force (tv-serie) / Disney Channel en Disney XD
- 100 Dingen Te Doen Voor De Middelbare School (tv-serie) / Nickelodeon
- 100 Dingen Te Doen Voor De Middelbare School seizoen 2 (tv-serie) / Nickelodeon
- SpongeBob (tv-serie) / Nickelodeon
- Snow Queen (film) / Telekids en dvd
- Pokémon (tv-serie) / Disney XD
- Winx Club (tv-serie) / Nickelodeon
- Thomas de stoomlocomotief (tv-serie) / Nickelodeon en Telekids
- Disney’s The 7D (tv-serie) / Disney XD
- Peter Pan (tv-serie) / Zappelin en Zapp
- Mr. Bean / Nickelodeon
- Unfabulous (tv-serie) / Nickelodeon
- Unfabulous seizoen 2 (tv-serie) / Nickelodeon
- Unfabulous liedjes (tv-serie) / Nickelodeon
- Backsage (tv-serie) / Disney Channel
- Bizaardvark (tv-serie) / Disney Channel

## Discografie

### Albums
| Jaar      | Album van musical  | Rol            | Drager                   |
| --------- | ------------------ | -------------- | ------------------------ |
| 2008-2009 | Tarzan             | Jonge Tarzan   | Cd                       |
| 2009      | Ciske de Rat       | Brammetje      | Cd                       |
| 2009-2010 | The Sound of Music | Kurt von Trapp | Cd                       |
| 2010-2011 | Dokter Dolittle    | Tommy Stubbins | Single met grootste hits |